# Pierluigi Tami
Pierluigi Tami (Clusone, 12 de setembro de 1951) é um ex-futebolista profissional e treinador italo-suíço que atuava como defensor, atualmente comanda o Grasshoppers.

## Carreira
Pierluigi Tami comandou o elenco da Seleção Suíça de Futebol na Olimpíadas de 2012.